# تراستپایلوت
تراستپایلوت (انگلیسی: Trustpilot) شرکت نرم‌افزار دانمارکی است، که در سال ۲۰۰۷ تأسیس شد.